# Samadhiala
Samadhiala fou un petit estat tributari protegit de l'agència de Kathiawar, al prant de Gohelwar, presidència de Bombai, format per un poble amb dos propietaris tributaris separats.. La superfície era d'uns 3 km² i la població el 1881 de 957 habitants. Els ingressos s'estimaven en 800 lliures i pagava un tribut al nawab de Junagarh de 16 rupies i al Gaikwar de Baroda de 51 lliures.